# 硫碘化锑
硫碘化锑是一种无机化合物，化学式为SbSI。

## 制备
硫碘化锑可由三硫化二锑和浓氢碘酸在密封管内通过高温高压的反应得到。

## 物理性质
硫碘化锑是暗红色的针状结晶。